# Ocnogyna pudens
Ocnogyna pudens är en fjärilsart som beskrevs av H. Lucas 1853. Ocnogyna pudens ingår i släktet Ocnogyna och familjen björnspinnare. Inga underarter finns listade i Catalogue of Life.